# Oleg Alexandrowitsch Perepetschonow
Oleg Alexandrowitsch Perepetschonow (russisch Олег Александрович Перепечёнов, wiss. Transliteration Oleg Aleksandrovič Perepečënov; * 6. September 1975 in Angren, Usbekische SSR, Sowjetunion) ist ein russischer Gewichtheber.

## Sportliche Karriere
Perepetschonow gewann bei den Olympischen Spielen 2004 die Bronzemedaille. Seit 2012 stand er mit dieser Medaille allerdings unter Dopingverdacht. Am 12. Februar 2013 wurde er nachträglich vom IOC disqualifiziert und musste die Medaille zurückgeben, da ihm Doping mit Clenbuterol nachgewiesen werden konnte. 2008 erreichte er als amtierender Europameister bei den Olympischen Spielen in Peking Platz 5.

## Persönliche Bestleistungen
- Reißen: 175,0 kg 2005 in Doha in der Klasse bis 85 kg.
- Stoßen: 210,0 kg 2001 in Trenčín in der Klasse bis 77 kg.
- Zweikampf: 380,0 kg 2005 in Doha in der Klasse bis 85 kg.